# Municipio de Round Prairie (Misuri)
El municipio de Round Prairie (en inglés: Round Prairie Township) es un municipio ubicado en el condado de Callaway en el estado estadounidense de Misuri. En el año 2010 tenía una población de 1038 habitantes y una densidad poblacional de 11,62 personas por km².

## Geografía
El municipio de Round Prairie se encuentra ubicado en las coordenadas 38°49′35″N 92°4′48″O / 38.82639, -92.08000. Según la Oficina del Censo de los Estados Unidos, el municipio tiene una superficie total de 89.32 km², de la cual 88.45 km² corresponden a tierra firme y (0.97%) 0.87 km² es agua.

## Demografía
Según el censo de 2010, había 1038 personas residiendo en el municipio de Round Prairie. La densidad de población era de 11,62 hab./km². De los 1038 habitantes, el municipio de Round Prairie estaba compuesto por el 96.72% blancos, el 0.87% eran afroamericanos, el 0.19% eran amerindios, el 0.1% eran asiáticos, el 0.1% eran isleños del Pacífico, el 0.1% eran de otras razas y el 1.93% pertenecían a dos o más razas. Del total de la población el 0.58% eran hispanos o latinos de cualquier raza.